# João de Melo
João Manuel de Melo Pacheco (Achadinha, Nordeste, Ilha de São Miguel - Açores, 1949) é um escritor português.

## Biografia
Nasceu na ilha de São Miguel, Açores, em 1949, onde completou a instrução primária, após o que prosseguiu os seus estudos no continente. Em 1967 passou a residir e a trabalhar em Lisboa. Depois de participar na guerra colonial em Angola entre 1971 e 1974 (tema de duas das suas obras mais significativas, a antologia "Os Anos da Guerra" e o romance "Autópsia de Um Mar de Ruínas"), trabalhou na vida sindical, foi editor de autores portugueses e crítico literário. Frequentou a Faculdade de Letras da Universidade de Lisboa, pela qual se licenciou em 1981 com o curso de Filologia Românica. Professor dos ensinos secundário e superior durante vários anos, foi convidado pelo governo português para o cargo de conselheiro cultural junto da embaixada de Portugal em Espanha (que desempenhou durante 9 anos, entre 2001 e 2010).
Em 2003, em Madrid, criou a “Mostra Portuguesa”, o maior evento cultural português fora de fronteiras (realizou 7 edições anuais desse festival, entre 2003 e 2009). Nunca se terá promovido tanto a cultura do nosso país em Espanha como no período em que desempenhou aquelas funções. Tem traduzidos para espanhol os seguintes livros da sua autoria: “Gente feliz con lágrimas”, “Antología del cuento portugués” (Alfaguara), "Cronica del principio y del agua y otros relatos", "Mi mundo no es de este reino", "Mar de Madrid" e "Autopsia de un mar de ruinas" (Linteo Ediciones).
Autor de obras de ficção, ensaios, antologias, poesia, livros de crónicas e de viagem, os livros foram traduzidos em Espanha, Itália, França, Holanda, Roménia, Bulgária, Estados Unidos da América, Hungria, Alemanha, Grã-Bretanha e Irlanda do Norte, Sérvia, México e Colômbia. Foram-lhe atribuídos os seguintes prémios literários: Grande Prémio da Associação Portuguesa de Escritores, Prémio Eça de Queiroz/Cidade de Lisboa, Prémio Cristóvão Colombo (Capitais Ibero-americanas), Prémio Fernando Namora, Prémio Antena 1, Prémio «A Balada» e Prémio Dinis da Luz. Em 2016, foi distinguido pela Universidade de Évora com o Prémio Vergílio Ferreira, pelo conjunto da sua obra.
Foi agraciado com o grau de Cavaleiro de Ordem de Santiago da Espada (10 de Junho de 1989) e com o grau de Comendador da Ordem do Infante D. Henrique (9 de Junho de 2015), agraciado com a Medalha de Mérito Cívico pela Assembleia Regional dos Açores, com a Medalha de Mérito Municipal pela Câmara do Nordeste e como Cidadão Honorário do Concelho de Nordeste, nos Açores. Em 2019, O Ministério da Cultura atribuiu-lhe a Medalha de Mérito Cultural.
"Gente Feliz com Lágrimas", o seu romance mais conhecido (cinco prémios literários, traduções em dez países, 27.ª edição portuguesa em Fevereiro 2017), foi adaptado ao teatro pelo grupo O Bando, a telefilme e a série de televisão pelo realizador açoriano José Medeiros.

## Obras
- Ficção
  - 1975 - Histórias da Resistência (contos)
  - 1977 - A Memória de Ver Matar e Morrer (romance)
  - 1983 - O Meu Mundo Não é Deste Reino (romance)
  - 1984 - Autópsia de um Mar de Ruínas (romance)
  - 1987 - Entre Pássaro e Anjo (contos)
  - 1988 - Gente Feliz com Lágrimas (romance)
  - 1991 - As Manhãs Rosadas (conto), ilustrado por David de Almeida
  - 1992 - Bem-Aventuranças (contos)
  - 1996 - O Homem Suspenso (romance)
  - 2003 - As Coisas da Alma (contos)
  - 2006 - O Mar de Madrid (romance)
  - 2007 - O Vinho (conto), ilustrado por Paula Rego
  - 2009 - A Divina Miséria (novela)
  - 2009 - Luxúria Branca e Gabriela (conto), ilustrado por Francisco Simões
  - 2014 - Lugar Caído no Crepúsculo (romance)
  - 2015 - O Meu Mundo Não É Deste Reino, (romance), 8ª. ed, revista e reescrita
  - 2016 - Os Navios da Noite (contos)
  - 2017 - Autópsia de Um Mar de Ruínas, (romance), 9ª. edição revista e reescrita
  - 2018 - As Coisas da Alma e Outras Histórias em Conto (3ª. ed. revista e ampliada)
  - 2020 - Livro de Vozes e Sombras (romance).

- Poesia
  - 1980 - Navegação da Terra

- Ensaio
  - 1968 - A Produção Literária Açoriana nos Últimos 10 Anos
  - 1982 - Toda e Qualquer Escrita
  - 1982 - Há ou Não Uma Literatura Açoriana?
  - 2003 - Literatura e Identidade / Identidad y Literatura (edição bilingue)

- Viagens
  - 2000 - Açores, o Segredo das Ilhas (edição ilustrada)
  - 2016 - Açores. o Segredo das Ilhas (edição textual, revista)

- Crónicas
  - 1994 - Dicionário de Paixões

- Antologias
  - 1978 - Antologia Panorâmica do Conto Açoriano
  - 1988 - Os Anos da Guerra - Os Portugueses em África (em 2 volumes.)
  - 2002 - Antologia do Conto Português (de Alexandre Herculano aos nossos dias)

## Prémios
- Prémio Dinis da Luz (com o romance "O Meu Mundo não é deste Reino")
- Prémio Associação Cultural A BALADA (com contos "Entre Pássaro e Anjo")
- Grande Prémio do Romance e Novela da A.P.E (com o romance "Gente Feliz com Lágrimas")
- Prémio Eça de Queirós da Cidade de Lisboa (com o romance "Gente Feliz com Lágrimas")
- Prémio Cristóbal Colón das Cidades Capitais Ibero-Americanas , Lima, Peru (com o romance "Gente Feliz com Lágrimas")
- Prémio Fernando Namora  (com o romance "Gente Feliz com Lágrimas")
- Prémio Livro do Ano - Antena 1 (com o romance "Gente Feliz com Lágrimas")
- Prémio Vergílio Ferreira (2016), pelo conjunto da sua obra[3]
- http://www.instituto-camoes.pt/lingua-e-cultura/joao-de-melo-premio-vergilio-ferreira Em falta ou vazio |título= (ajuda)